# Hunter (Nova York)
Hunter és una població dels Estats Units a l'estat de Nova York. Segons el cens del 2000 tenia 490 habitants.

## Demografia
Segons el cens del 2000, Hunter tenia 490 habitants, 238 habitatges, i 123 famílies. La densitat de població era de 116,8 habitants/km².
Dels 238 habitatges en un 23,9% hi vivien nens de menys de 18 anys, en un 37,4% hi vivien parelles casades, en un 9,7% dones solteres, i en un 48,3% no eren unitats familiars. En el 44,1% dels habitatges hi vivien persones soles el 14,7% de les quals corresponia a persones de 65 anys o més que vivien soles. El nombre mitjà de persones vivint en cada habitatge era de 2,06 i el nombre mitjà de persones que vivien en cada família era de 2,87.
Per edats la població es repartia de la següent manera: un 23,3% tenia menys de 18 anys, un 3,7% entre 18 i 24, un 25,1% entre 25 i 44, un 31,2% de 45 a 60 i un 16,7% 65 anys o més.
L'edat mediana era de 44 anys. Per cada 100 dones de 18 o més anys hi havia 103,2 homes.
La renda mediana per habitatge era de 32.500 $ i la renda mediana per família de 48.500 $. Els homes tenien una renda mediana de 35.625 $ mentre que les dones 22.188 $. La renda per capita de la població era de 20.100 $. Entorn del 9,4% de les famílies i el 15,5% de la població estaven per davall del llindar de pobresa.